# Günther K. H. Zupanc

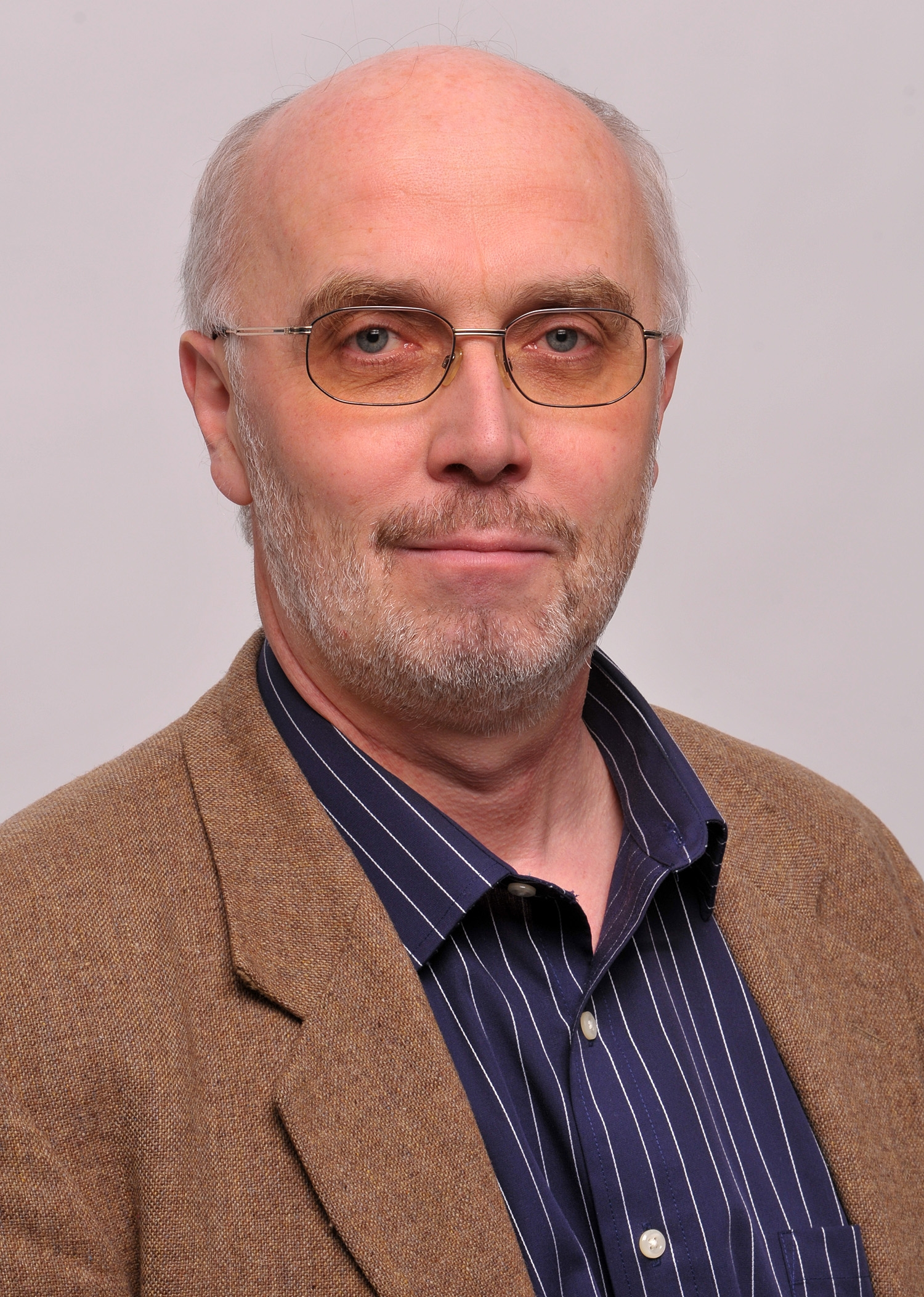
Günther Zupanc im Jahr 2009

Günther Karl-Heinz Zupanc (* 20. Oktober 1958 in Augsburg) ist ein Neurobiologe, Hochschullehrer, Autor zahlreicher Bücher, Herausgeber wissenschaftlicher Zeitschriften und Initiator mehrerer Reformen im Bildungsbereich. Er arbeitet als Professor an der Fakultät für Biologie der Northeastern University in Boston, Massachusetts (USA).

## Journalistische Tätigkeit
Nach dem Abitur am Gymnasium bei Sankt Stephan in Augsburg und dem Wehrdienst in Murnau arbeitete Günther Zupanc als Wissenschaftsjournalist beim Münchner Merkur sowie als freier Mitarbeiter für zahlreiche deutsche Tages- und Wochenzeitungen, Zeitschriften und Buchverlage. Für seinen Artikel “Seine zweite Heimat ist ‘Neritica’ im Roten Meer” erhielt er 1980 den ersten Preis im Wettbewerb Reporter der Wissenschaft.

## Studium
Günther Zupanc studierte Biologie und Physik an der Universität Regensburg. Er promovierte in Neurowissenschaften an der University of California, San Diego, (1990) und habilitierte sich für das Fach Tierphysiologie an der Universität Tübingen (1995).

## Akademische Laufbahn
Günther Zupanc arbeitete als Forschungsassistent und Wissenschaftler an der Scripps Institution of Oceanography in La Jolla, Kalifornien (1987–1992), als Gruppenleiter am Max-Planck-Institut für Entwicklungsbiologie in Tübingen (1992–1997), als Senior Lecturer (dies entspricht einer W2-Professur an staatlichen deutschen Universitäten) an der University of Manchester im Vereinigten Königreich (1997–2002) und als Full Professor (dies entspricht einer W3-Professur an staatlichen deutschen Universitäten) an der International University Bremen (die 2007 in Jacobs University Bremen umbenannt wurde).
Seit 2009 ist Zupanc als Professor an der Northeastern University in Boston, Massachusetts (USA) tätig, wo er von 2009 bis 2012 die Fakultät für Biologie leitete.
Er war außerdem Gastprofessor an der Medizinischen Fakultät der University of Ottawa in Kanada (1994–1997) sowie Gastwissenschaftler an der University of California, San Diego, der University of Chicago, dem Max-Planck-Institut für Verhaltensphysiologie, dem Salk Institute for Biological Studies und dem Scripps Research Institute (beide in La Jolla, Kalifornien), der Tufts University in Medford, Massachusetts, und der Jacobs University Bremen.

## Forschungsarbeiten
Zupanc hat sich einen Namen durch seine Forschungsarbeiten in mehreren Bereichen der Biologie, insbesondere in der Neuroethologie, der Neuroanatomie, der Neuroendokrinologie und der Entwicklungsneurobiologie, gemacht.
Während seiner Doktorarbeit zeigte er, dass saisonal bedingte Änderungen in spezifischen Verhaltensweisen, die während sozialer Interaktionen von Tieren auftreten, mit markanten Veränderungen in der Struktur von Nervenzellen, die dieses Verhalten im Gehirn steuern, einhergehen.
Im Mittelpunkt zahlreicher Forschungsprojekte, die er und seine Arbeitsgruppe durchgeführt haben, steht das Verhalten schwachelektrischer Fische. Diese Untersuchungen haben unter anderem zu der Entdeckung einer vorher unbekannten Verhaltensweise, der Echo-Reaktion, geführt.
Auf dem Gebiet der Neuroendokrinologie gelang es Zupanc und seinen Kooperationspartnern, den ersten Somatostatin-Neuropeptidrezeptor bei einem Nicht-Säuger zu klonieren und pharmakologisch zu charakterisieren.
Seine Arbeitsgruppe entwickelte eine neuartige In-vitro-Methode zur Identifizierung und Charakterisierung neuronaler Verbindungen im Gehirn. Basierend auf diesem Ansatz wurden zahlreiche vorher unbekannte Nervenbahnen im Gehirn von Knochenfischen entdeckt.
Seit den frühen 1990er Jahren hat sich die Arbeitsgruppe von Zupanc durch ihre Pionierleistungen auf dem Gebiet der Erforschung des Phänomens der adulten Neurogenese (der Bildung neuer Nervenzellen im adulten Zentralnervensystem) bei Knochenfischen hervorgetan. Er und seine Mitarbeiter führten die erste Kartierung von Proliferationszonen im adulten Gehirn von Vertebraten durch (1995) und etablierten Zebrafische (2005) und Tilapia-Buntbarsche (2012) als neue Modellsysteme zur Erforschung der adulten Neurogenese. Als Versuch, die biologische Funktion der adulten Neurogenese zu erklären, entwickelte Zupanc das Passungsmodell (Matching Hypothesis). Das Kernelement dieses Modells ist die Aussage, dass die Neurogenese im adulten Zentralnervensystem durch die fortwährende Neubildung von Muskelzellen und sensorischen Rezeptorzellen in der Peripherie bedingt wird. Um ein konstantes Verhältnis der motorischen und sensorischen Elemente in der Peripherie und der neuronalen Elemente im Zentralnervensystem zu gewährleisten, zieht jede zahlenmäßige Veränderung in der Peripherie eine entsprechende zahlenmäßige Änderung (Degenerierung oder Neubildung von Nervenzellen) im Zentralnervensystem nach sich.
Er und sein Team zeigten, dass die fortwährende Bildung neuer Neurone im adulten Zentralnervensystem bei Knochenfischen eng mit dem hohen Regenerationsvermögen dieser taxonomischen Gruppe verbunden ist. Diese Fähigkeit umfasst sowohl die Neubildung von Nervengewebe als auch die Wiederherstellung von Verhaltensfunktionen, die aufgrund von Hirntrauma oder Rückenmarksverletzungen verloren gegangen sind. Durch Verwendung eines proteomischen Ansatzes gelang es der Arbeitsgruppe von Zupanc, Veränderungen in der globalen Proteinexpression im großen Maßstab zu analysieren und zahlreiche Proteine, die potentiell an der Regulierung von Regenerationsprozessen im Zentralnervensystem beteiligt sind, zu identifizieren.
Die Forschungsarbeiten von Günther Zupanc zeichnen sich durch einen multidisziplinären Ansatz aus – die Methoden und Konzepte, die in seinen wissenschaftlichen Untersuchungen Anwendung finden, entstammen einem breiten Spektrum naturwissenschaftlicher Disziplinen, wie der Molekularbiologie, der Zellbiologie, der Neuroanatomie, der Neurophysiologie, der Computational Neuroscience, der Verhaltensneurobiologie, der Biophysik und der analytischen Chemie.

## Herausgeber wissenschaftlicher Zeitschriften
Günther Zupanc war von 2007 bis 2011 Herausgeber des Journal of Zoology und ist seit 2008 Herausgeber des Journal of Comparative Physiology-A. Er hat außerdem Sonderhefte der wissenschaftlichen Zeitschriften Brain, Behavior and Evolution, Journal of Comparative Physiology-A und European Journal of Neuroscience herausgegeben. Zupanc war Mitglied des redaktionellen Beirats der Fachzeitschriften Brain, Behavior and Evolution und Journal of Comparative Physiology-A. Zurzeit ist er im Beirat der Zeitschriften Regenerative Medicine und Journal of Neurorestoratology tätig.

## Buchautor
Günther Zupanc veröffentlichte 1982 – zu einem Zeitpunkt, als er noch Student war – sein Erstlingswerk Fische und ihr Verhalten. Dieses Buch, das auch in einer englischen Ausgabe (Fish and Their Behavior) erschien, wurde ein Bestseller. 1988 folgte Praktische Verhaltensbiologie, für das Zupanc als Herausgeber verantwortlich zeichnete. Diese Sammlung von Praktikumsanleitungen, geschrieben von renommierten Autoren, entwickelte sich zu einem Standardwerk im Rahmen der Ausbildung von Biologiestudenten an deutschsprachigen Hochschulen. Sein jüngstes Werk Behavioral Neurobiology: An Integrative Approach (2004; 2. Auflage 2010) ist das weltweit am häufigsten benutzte Lehrbuch im Bereich der Verhaltensneurobiologie. In einer Buchbesprechung der Fachzeitschrift Integrative and Comparative Biology wurde es als ein „Meilenstein in der neuroethologischen Literatur“ bezeichnet.

## Bildungspolitische Aktivitäten
Günther Zupanc war unter den ersten Professoren, die an die International University Bremen nach deren Gründung im Jahr 2001 berufen wurden. Aufgrund ihrer einzigartigen internationalen Ausrichtung und der Kombination von Elementen europäischer und amerikanischer Hochschulsysteme hat sich diese Universität rasch einen hervorragenden Ruf erworben. Als Full Professor of Neurobiology spielte Zupanc eine wichtige Rolle bei der Entwicklung und Etablierung des Studiengangs Biologie an dieser Institution. Im Jahr 2009 erhielt dieser Studiengang die beste Bewertung aller Biologie-Studienprogramme, die vom Center for Higher Education (CHE) evaluiert worden waren. Zupanc wurde auch für seine Veröffentlichungen zur Didaktik der Biologie, Wissenschaftsgeschichte, Internationalisierung im Bildungsbereich und Hochschulpolitik bekannt.

## Persönliches
Günther K.H. Zupanc ist mit Marianne Zupanc, einer Mikrobiologin und Lehrerin an einer Internationalen Schule, verheiratet. Sie haben zusammen drei Kinder, Frederick, Christina und Daniel.